# Nelson Ferreira

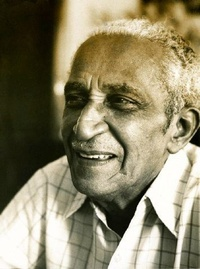
Nelson Ferreira

Nelson Heráclito Alves Ferreira (Bonito, 9 de dezembro de 1902 — Recife, 21 de dezembro de 1976) foi um compositor brasileiro.
Era conhecido entre os amigos e no ambiente musical como Moreno bom
Tendo de sua autoria composições de vários ritmos e estilos, como foxtrote, tango, canção, especializou-se e foi conhecido no Brasil como compositor de frevos.

## Biografia
Nelson Ferreira nasceu em Pernambuco, filho de um violonista vendedor de jóias e de uma professora primária. Aprendeu a tocar violão, violino e piano. 
Fez sua primeira composição aos quinze anos, a valsa Vitória, sob encomenda.
Tocou em pensões, cafés e saraus e nos cinemas Royal e Moderno, no Recife, sendo considerado o pianista mais ouvido na época do cinema mudo.
Foi diretor artístico da Rádio Clube de Pernambuco, convidado por Oscar Moreira Pinto.
Casou-se em 17 de julho de 1926 com dona Aurora Salgueiro Ramos (9 de abril de 1904 - 31 de janeiro de 1985), na Matriz de Santo Antônio, no Centro de Recife. Tiveram um único filho: Luiz Carlos Ramos Ferreira (4 de novembro de 1933 - 4 de janeiro de 2022). O maestro ficou eufórico com o nascimento do herdeiro.
Nelson morou com a esposa e o filho em um casarão na Av. Mário Melo, desde 1937, mas em 1974 viu sua casa ser demolida para a abertura da Avenida Mário Melo (inspiração da Evocação n.º 3).
Saiu de sua casa com a família para um apartamento e só viveu mais dois anos. Em sua homenagem foi erguido seu busto na praça que tomou o seu nome na Avenida Mário Melo.
Também Diretor artístico da Fábrica de Discos Rozenblit, selo Mocambo, única gravadora de discos instalada nos anos 1950 fora do eixo Rio/São Paulo.
Estudou no Grupo Escolar João Barbalho - Recife/PE.
Maestro, formou uma orquestra de frevos cuja fama percorreu todo o Brasil.

## Composições
Nelson Ferreira é um dos nordestinos com maior número de músicas gravadas na discografia brasileira. Grande parte delas, no entanto, restringiu-se a Pernambuco e ao Nordeste.
Sua primeira composição gravada foi Borboleta não é ave, em parceria com J. Borges pela gravadora Odeon, em 1924 pelo Grupo do Pimentel, como samba, e pelo cantor Baiano, como marcha. Essa composição é considerada como o primeiro sucesso do carnaval pernambucano gravado em disco.
A composição mais famosa, um frevo de bloco, foi Evocação número 1, a primeira das 7 evocações compostas por ele, e que foi sucesso no carnaval de 1957 no Rio de Janeiro, cantada em ritmo de marcha.
Outras composições de sua autoria, famosas na época:
- Não puxa, Maroca
- Dedé
- O dia vem raiando
- Quarta-feira ingrata
- Frevo da saudade
- Chora, palhaço
- Boca de forno
- Sabe lá o que é isso? [nota 3]
- Pernambuco, você é meu
- Cabelos brancos
- Bem-te-vi
- Arlequim
- Veneza americana
- Bloco da vitória [nota 4]

Nelson Ferreira compôs o hino do Bloco Timbu Coroado, que sai pelas ruas do bairro dos Aflitos, no Recife, no domingo de Carnaval e pertence ao Clube Náutico Capibaribe. Para este clube, também fez o frevo Come & Dorme, talvez a música que mais esteja associada ao futebol alvirrubro pernambucano. Também é o autor do frevo-canção Cazá Cazá Cazá(1955), após o pedido na época do jovem Eunitônio Edir Pereira, que anos depois iria compor o Hino Oficial do Sport Club do Recife.

## Parceiros
Nelson Ferreira teve como parceiros musicais, entre outros:
- Sebastião Lopes
- Ziul Matos
- Aldemar Paiva
- Oswaldo Santiago
- Eustórgio Wanderley
- Nestor de Holanda

## Evocações
As composições da série Evocações foram feitas para homenagear carnavalescos companheiros seus
- Felinto
- Pedro Salgado
- Fenelon
- Mário Melo

e outros compositores e imortais da poesia, tais como:
- Manuel Bandeira
- Ataulfo Alves
- Lamartine Babo
- Francisco Alves

O pesquisador Leonardo Dantas no seu livro Carnaval do Recife destaca que Nelson Ferreira sempre buscou homenagear figuras de destaques dos antigos blocos de carnaval do Recife, como o jornalista Mario Melo, Mestre Vitalino e Dona Santa, os poetas Ascenso Ferreira e Manoel Bandeira. Ele também foi responsável por homenagear muitas ruas do bairro de São José, bairro considerado como o berço do carnaval e do frevo pernambucano e que hoje abriga o maior bloco do mundo - Clube das Máscaras o Galo da Madrugada. 

## Intérpretes
Além de Claudionor Germano, um de seus maiores intérpretes, cantor de frevos de outros compositores, principalmente Capiba, também gravaram composições de Nelson Ferreira os cantores:
- Francisco Alves
- Almirante
- Carlos Galhardo
- Aracy de Almeida
- Joel Batista
- Nelson Gonçalves
- Expedito Baracho

## Homenagens

### Em vida
Nelson Ferreira recebeu homenagens de prefeituras, governo do estado, clubes e entidades carnavalescas.
O maestro Vicente Fittipaldi escreveu sobre ele:

Ele era como Mário Melo, Ascenso Ferreira, Valdemar de Oliveira, uma das instituições da cidade. Era, com sua música, aquilo que Garrincha foi com o seu futebol, a "alegria do povo". Tenho plena convicção de que daqui há duzentos anos, "Gostosão" e a "Evocação", serão tocados e cantados pela gente do Recife: não serão mais de Nelson Ferreira, serão folclore; como são "Casinha Pequenina", "Prenda Minha" e o "Meu Limão, meu Limoeiro" que, sem dúvida, também tiveram um autor.
Vicente Fittipaldi
Recebeu, também, do presidente Médici a condecoração de Oficial da Ordem Rio Branco.

### Após a morte
O maestro Vicente Fittipaldi declarou, em depoimento no livro de Valter de Oliveira (médico, composistor e ator), o seguinte:
"Ele era como Mário Melo, Ascenso Ferreira, Valdemar de Oliveira, uma das instituições da cidade. Era, com sua música, aquilo que Garrincha foi para o futebol, a alegria do povo."
Gilberto Freyre escreveu, no Diario de Pernambuco:

"O vazio que deixa é o que nos faz ver como era grande pela sua música, pelo seu sorriso, pela sua fidalguia de pernambucano."
Em sua homenagem foi erigido um busto, em praça que tomou o seu nome, onde antes foi um antigo casarão, sua residência na Avenida Mário Melo.

#### Dia do Frevo
Desde 2007 tramita no Congresso Nacional o projeto de lei, proposto pela ex-deputada Ana Arraes, que institui o dia 9 de dezembro, data do nascimento de Nelson Ferreira, como Dia Nacional do Frevo.
Contudo, o frevo já é comemorado nacional e localmente, no estado de Pernambuco, com as datas 14 de setembro (nacional) e 9 de fevereiro (em Pernambuco)